# Seattle Weather Collective
El Seattle Weather Collective, fue un colectivo íntimamente estrecho al movimiento Weather Underground, siendo uno de las tantas células del Weather Underground alrededor de los Estados Unidos en un intento de "desafiar al estado directamente en solidaridad con los movimientos de liberación del Tercer Mundo, particularmente el movimiento del Poder Negro aquí y los vietnamitas en el sudeste asiático". Los colectivos organizaron a la clase trabajadora blanca contra el imperialismo manteniendo militantes manifestaciones y participar en daños a la propiedad a pequeña escala.

## Formación del colectivo
Durante los disturbios del Ave en Seattle en la University District desde el 10-14 de agosto de 1969, las mujeres que participaron se unieron y, a partir de esta experiencia de unión, formaron "el núcleo del Weather Underground de Seattle". Los disturbios del Ave fueron parte de acciones más importantes en todo el país en protesta por la guerra de Vietnam. Los manifestantes también protestaban por la brutalidad policial, pero los informes de noticias de la época afirman que el grupo los catalogaban como "adolescentes en busca de problemas". Sin embargo, menos de una semana después de estos disturbios, se formó el Seattle Weather Collective. El primer acto del grupo fue ayudar a organizar los días de furia que se llevarían a cabo en Chicago en octubre de 1969. Los miembros del colectivo de Seattle hicieron folletos sobre los disturbios para recabar conciencia del evento y animar a la gente a viajar a Chicago para participar.

## Ataques
Los miembros del Colectivo de Seattle visitaban varias escuelas secundarias al día en un intento de reclutar miembros y alentar a los estudiantes a viajar a Chicago para los disturbios en Chicago. A estas demostraciónes el grupo las nombraba "fugas" organizada por miembros de Weatherman durante el verano y el otoño de 1969 en un esfuerzo por reclutar estudiantes de escuelas secundarias y universidades comunitarias para que se unan a su movimiento contra el gobierno de los Estados Unidos y sus políticas. apoderándose de las aulas mientras un miembro estaba en un escritorio hablando con los estudiantes. Otros miembros bloquearían las puertas y los teléfonos para que nadie con autoridad pudiera ser notificado de lo que estaba sucediendo. Otros pintarían con aerosol las consignas del grupo en las pizarras.
Los centros del Cuerpo de entrenamiento de oficiales de reserva del Ejército de los Estados Unidos (ROTC por sus siglas en inglés eran un lugar popular para manifestarse. Estas oficinas se capacita a los estudiantes de las academias militares para su entrada al ejército de los EE. UU. Solo en mayo de 1970, "treinta edificios del ROTC fueron incendiados o atacadas las unidades de la Guardia Nacional se movilizaron en veintiún campus en dieciséis estados". Al protestar contra estas oficinas que preparan a los oficiales para la guerra, Weather Underground protestaba contra un "imperio [que] se alimenta de la guerra".

### Disturbios en 1969
Las mujeres del colectivo irrumpieron en la oficina del ROTC de la Fuerza Aérea en el campus de la Universidad de Washington. Ellas "rociaron las paredes, arrojaron bombas de tinta y resistieron a los cadetes del ROTC que intentaron detenerlos". Las mujeres sorprendieron a los cadetes del ROTC que las perseguían volviéndose hacia una miembro que había sido detenida y atacando a los hombres.
La noticia del ataque al ROTC del 30 de septiembre atrajeron a trescientas personas a una manifestación que precedió a la primera reunión del año de la organización "Estudiantes por una sociedad democrática" en Seattle. Después de varios oradores, Susan Stern se puso de pie y declaró "vamos a destrozar un edificio del ROTC". Un grupo de personas se levantó de un salto y siguió a Stern hasta el Clark Hall de la Universidad de Washington, donde había una oficina del ROTC. Una vez más, el grupo pintó las paredes con spray y se enfrentaba a los cadetes que intentaban detenerlos. Nadie fue arrestado por este disturbio. La Universidad de Washington luego veto a seis no estudiantes que habían estado presentes en la acción.
El 1 de diciembre de 1969, La oficina del ROTC en el Savery Hall de la Universidad de Washington fue atacada. Esta fue la gota que colmó el vaso para la Universidad de Washington, ya no reconocieron a la organización Estudiantes por una Sociedad Democrática, como una organización estudiantil en su campus.

### Incidentes en 1970
El día antes de la reunión de organización del Frente de Liberación de Seattle, dos miembros del colectivo de Seattle, Silas Bissell y su esposa Judith fueron sorprendidos colocando una bomba debajo del edificio del ROTC de la Fuerza Aérea, cerca de la Universidad de Washington.
No fue cuando El presidente Nixon anunció que estaba enviando tropas de Estados Unidos a Camboya, las protestas estallaron en todo el país y con mayor intensidad en Seattle. En el campus de la Universidad de Washington, las oficinas del ROTC fueron atacadas de manera similar a los ataques previos de Weather Underground contra las oficinas del ROTC y los manifestantes del centro atacaron el Centro de Empleo de Boeing. Después de esta acción el grupo se autodisolvio, varios uniéndose al Frente de Liberación de Seattle.